# Діонісій Няраді
Діонісій Няраді (Dionýz Njarady, 10 жовтня 1874, Руський Крстур, Сербія — 14 квітня 1940, Крижевці, Хорватія) — єпископ Крижевецької єпархії Хорватської греко-католицької церкви (01.05.1920 — 14.04.1940), Апостольський адміністратор Пряшівської греко-католицької єпархії (27.10.1922 — 02.02.1927), Апостольський адміністратор Мукачівської греко-католицької єпархії (03.11.1938 — 16.03.1939). Прийняв сан 1 січня 1899 р., хіротонізований 9 січня 1915 р.

## Біографія
Народився 10 жовтня 1874 року в селянській родині у Руському Крстурі (Австро-Угорщина). Абсолютну більшість цього села на території сучасної Сербії складали колишні переселенці з історичного Закарпаття та Пряшівщини. Його батька так шанували в громаді, що вибрали за «сирітського батька». Діонісій, найстарший з-поміж п'ятьох дітей, змалку прислуговував у церкві. Ще студіюючи богослов'я, він виконує обов'язки віце-ректора наук у семінарії.
1 січня 1899 р. був висвячений на священника. У 1902 році (у 28 років) став ректором Загребської духовної семінарії.

### Єпископство
5 грудня 1914 року Римський папа Бенедикт XV призначив Діонісія Няраді титулярним єпископом Абіліт Лісанійської і вікарним єпископом Крижевецької єпархії. 9 січня 1915 р. відбулося висвячення Діонісія Няраді в сан єпископа.
1 травня 1920 року Папа Римський Бенедикт XV призначив Діонісія Няраді єпископом Крижевецької єпархії.
З 27 жовтня 1922 по лютий 1927 року Діонісій Няраді був апостольським адміністратором єпархії Пряшева.
20 лютого 1927 року він повернувся до рідної Крижевецької єпархії. Якраз тоді до єпархії було включено греко–католиків Боснії — переселенців з Галичини. Переконання владики Діонісія були однозначними: воєводинські руснаки (та й загалом русини Пряшівщини та Закарпаття) є частиною великого українського народу.

### Владика Карпатської України
Радо сприйняв владика Діонізій звістку про постання автономного уряду Карпатської України на чолі з отцем Августином Волошином восени 1938 року.
Після Віденського арбітражу (2 і 8 листопада 1938 р.) Угорщина домагається через міжнародний арбітраж, аби їй були передані Ужгород, Мукачево та Берегове з навколишніми селами. Мукачівський греко-католицький єпископ Олександр Стойка не бажає переїжджати до нової столиці у Хуст, а залишається в Ужгороді.
Карпатська Україна залишається без своїх релігійних центрів, духовного проводу і семінарії. Після того як 280 з 305 парафій Мукачівської греко-католицьких єпархії залишилося в Чехо-Словаччині (офіційна назва — Федеративна Республіка Чехів, Словаків і Підкарпатських Русинів) за погодженням з єпископом Стойка і за декретом Східної конгрегації (Ватикан) перейшли в тимчасову юрисдикцію Крижевецького греко-католицького єпископа Діонісія Няраді та призначає його Апостольським адміністратором. У Хусті єпископ опікується перенесенням друкарні отців-василіян, закликає священників узяти на себе керівництво читальнями «Просвіти»… На жаль, доля Карпатської України була вже вирішена. Українська держава у Карпатах була розчавлена угорськими окупантами.
Єпископ керував цими парафіями до 16 березня 1939 року, коли угорські війська зайняли територію Підкарпатської Русі (Карпатської України).
Через кілька днів після окупації єпископа Няраді було депортовано в Будапешт та взято під домашній арешт, там з нього збиткувалися. За словами очевидців, перед будинком владики було споруджено дві шибениці, на яких, похвалялися мадяри, буде повішено отця Волошина і владику Діонізія. Особливо лютували через те, що єпископ освятив синьо-жовтий український прапор. Але за нього заступається апостольський нунцій, який порадив йому повертатися до себе в Крижовецьку єпархію в Югославії. Тим часом руснаки Воєводини прийняли кількасот біженців із Карпатської України, переважно інтелігенцію, яка рятувалася від окупації. Серед них був і президент Карпатської України отець Августин Волошин.
Помер 14 квітня 1940 року.
Микола Бутович у своїй монографії згадує наступне:
Несподівано прийшла звістка про траґічну смерть Єпископа Діонісія Нярадія: його отруїли. Був це направду святий чоловік і щирий український патріот.